# Queen II
Queen II je druhé studiové album britské skupiny Queen. Bylo vydáno o půlnoci 8. března 1974 ve Spojeném království u EMI Records a ve Spojených státech u Elektra Records.
Bylo nahráno v Trident Studios a Langham 1 Studios v Londýně, v průběhu února až srpna 1973 s producenty Roy Thomas Bakerem a Robinem Cablem a záznamovým technikem Mike Stonem.

## Seznam skladeb

### Bílá strana
1. „Procession“ (Brian May) – 1:12
2. „Father To Son“ (May) – 6:14
3. „White Queen (As It Began)“ (May) – 4:33
4. „Some Day One Day“ (May) – 4:21
5. „Loser In The End“ (Roger Taylor) – 4:01

### Černá strana
1. „Ogre Battle“ (Freddie Mercury) – 4:08
2. „The Fairy Feller's Master-Stroke“ (Mercury) – 2:41
3. „Nevermore“ (Mercury) – 1:17
4. „The March Of The Black Queen“ (Mercury) – 6:33
5. „Funny How Love Is“ (Mercury) – 2:48
6. „Seven Seas of Rhye“ (Mercury) – 2:48

Bonusové písně přidáné při vydání firmou Hollywood Records v roce 1991
1. „See What A Fool I've Been“ (May)
2. „Ogre Battle ('1991 Bonus Remix' by Nicholas Sansano)“ (Mercury)
3. „Seven Seas of Rhye ('1991 Bonus Remix' by Freddy Bastone)“ (Mercury)

### Singly
Singly z alba Queen

1. „Seven Seas of Rhye / See What a Fool I've Been“
Vydáno: 23. února 1974